# ناگای ناگایوشی
ناگای ناگایوشی (به انگلیسی: Nagai Nagayoshi) (به ژاپنی: 長井 長義) (۸ اوت ۱۸۴۴–۱۰ فوریه ۱۹۲۹) یک شیمی‌دان و داروساز ژاپنی بود که به خاطر کشف و مطالعه افدرین شناخته شده‌است.